# Curnier
Curnier é uma comuna francesa na região administrativa de Auvérnia-Ródano-Alpes, no departamento de Drôme. Estende-se por uma área de 8 km². Em 2010 a comuna tinha 197 habitantes (densidade: 24,6 hab./km²).